# Penta Sports
Penta (Eigenschreibweise: PENTA) ist eine 2013 gegründete deutsche E-Sport-Organisation, welche derzeit professionelle Spieler in den Disziplinen League of Legends, Hearthstone, FIFA und weiteren Spielen unterstützt.

## Geschichte
Als Zusammenschluss der fünf Vereine und Organisationen Concordia Gaming, club diamondZ e. V., KomaCrew e. V., KD-Gaming e. V. und logiX e. V. im Jahr 2013 gegründet, startete Penta Sports am 5. Januar 2014 seinen Spielbetrieb. Den ersten kleinen Erfolg feierte das Team in League of Legends. Bei der Spring Season 14 der ESL Pro Series erreichte Penta Sports die Finals. Internationale Aufmerksamkeit erreichte aber erst das Roster des Counter-Strike:-Global-Offensive-Teams, welches vom 22. August bis zum 29. Dezember aus den fünf Spielern Felix „fel1x“ Zech, Kevin „kRYSTAL“ Amend, Robin „r0bs3n“ Stephan, Denis „denis“ Howell und Timo „Spiidi“ Richter bestand. Im Oktober 2014 ging Penta als Sieger der ESEA Season 17 Main Division - Europe hervor. Zudem qualifizierte sich das Team für das mit 250.000 USD dotierte Turnier DreamHack Winter 2014. Dort schaffte es Penta als erstes deutsches Team in CS: GO bei einem Hauptturnier (Major-Turnier) die K.-o.-Phase zu erreichen. Nach dem Ausscheiden im Viertelfinale gegen Virtus.pro räumten die Deutschen 10.000 USD Preisgeld ab. Am 29. Dezember 2014 gab Penta Sports zwei Spielerwechsel bekannt. Robin „r0bs3n“ Stephan und Felix „fel1x“ Zech wurden durch vorherigen Planetkey-Spieler Johannes „nex“ Maget und Hendrik „strux1“ Goetzendorff ersetzt. Letzterer verließ das Team bereits im Februar 2015 nach Unstimmigkeiten wieder. Ihm folgte Tobias „Troubley“ Tabbert als fünfter Mann, mit welchen Penta bei der ESL One Katowice 2015 ins Viertelfinale einzog. Nach weiteren Wechseln nach dem Turnier und den Abgängen von Denis „denis“ Howell, Timo „Spiidi“ Richter und Johannes „nex“ Maget zu mousesports bestand das Lineup von Penta von Anfang Mai bis Juni 2015 aus den Spielern Tobias „Troubley“ Tabbert, Kevin „kRYSTAL“ Amend, Hendrik „strux1“ Goetzendorff, Johannes „tabseN“ Wodarz und dem deutsch-griechen Dimitrios „stavros“ Smoilis. Auf der gamescom 2015 konnte das S.K.I.L.L.–Special-Force-2-Team von PENTA Sports mit dem Lineup Ramzi „Aeon“ Geysen und Yannick „Eraze“ Heus aus Belgien, Petar „Gr4vity“ Roje aus Kroatien, David „HEXOR“ Blaine aus Deutschland und Martin „Marre“ Gustavsson aus Schweden das dortige ESL-Turnier gewinnen und über 22.000 € Preisgeld mit nach Hause nehmen. Für das CS:GO-Team wurden im Januar 2016 nach dem Wechsel von Timo „Spiidi“ Richter zu mousesports und dem Karriereende von Hendrik „strux1“ Goetzendorff der Belgier David „davidp“ Prins und der Niederländer Mike „mikeS“ Tuns verpflichtet. Das CS:GO-Team schaffte nach dem Abstieg in Season 2 im Mai 2016 den direkten Wiederaufstieg durch einen Sieg in der Relegation gegen Virtus.pro.
In Rainbow Six Siege gewann Penta Sports 2016 die erste und 2017 die erste und zweite Ausgabe der von der Electronic Sports League veranstalteten Pro League.
Im Februar 2018 gewannen sie die Six Invitationals 2018 in Kanada. Im August 2018 wechselte das Rainbow Six Siege Team zu G2 Esports. Daraufhin wurde im September 2018 das Lineup von Mock-it Esports verpflichtet.
Anfang 2019 benannte sich PENTA Sports um zu PENTA. Ebenfalls seit Anfang 2019 kooperiert PENTA mit dem deutschen Sportverein TSV 1860 München unter der Marke PENTA 1860 im Spiel League of Legends, im Juni 2019 hat man die Kooperation auch auf den Breitensport ausgeweitet. Das Profiteam gewann dreimal in Folge die erste Division der Prime League und ist Ende des Jahres 2020 in die höchste Spielklasse (Pro Division) aufgestiegen. Nachfolgend hat die Organisation drei Spieler und den Coach ausgetauscht. Den Summer Split 2021 schloss das Team auf Platz 1 ab und qualifizierte sich so für die EU Masters.
Seit 2019 verfügt PENTA mit der Abteilung PENTA.BCON über ein E-Sport Team, das sich ausschließlich aus Menschen mit einer Behinderung zusammensetzt. Hierdurch soll unter anderem die Inklusion von Menschen mit Behinderung im E-Sport gefördert werden.
Ab Sommer 2020 hatte PENTA wieder ein Team im Spiel Counter-Strike: Global Offensive. Nach dem Gewinn der deutschen Meisterschaft wurde das Team im Dezember 2020 wieder entlassen. Das Team wechselte geschlossen zur Organisation No Limit Gaming.
Im Sommer Split 2021 der Pro Division der Prime League wurde das League of Legends Team PENTA 1860 Zweiter, hinter dem Team von Berlin International Gaming.
Die PENTA Entertainment UG wurde im April 2023 liquidiert.

## Aktuelle Lineups

### Clash of Clans
- Marvin „Muffin“ Kiesel
- Louis „Louis“ Kümmeth
- Jesco „Epi“ Hoppe
- Noah „Noah“ Held
- Paul „Zahkia“ Schumann
- Tim „GKTim“ Suntheim

Quelle penta-sports.com:

### Counter-Strike: Global Offensive
Ehemalige
- Kevin „kRYSTAL“ Amend
- Miikka „suNny“ Kemppi
- Jesse „zehN“ Linjala
- Kevin „HS“ Tarn
- Paweł „innocent“ Mocek
- Timo „Spiidi“ Richter
- Robin „r0bs3n“ Stephan
- Felix „fel1x“ Zech
- Manuel „SolEk“ Zeindler
- Christian „crisby“ Schmitt
- Denis „denis“ Howell
- Johannes „nex“ Maget
- Niclas „enkay J“ Krumhorn
- Tobias „Troubley“ Tabbert
- Dimitrios „stavros“ Smoilis
- Hendrik „strux1“ Goetzendorff
- Johannes „tabseN“ Wodarz
- Tahsin „tahsiN“ Broschk
- Christoph 'red' Hinrichs
- Patrick 'pdy' Merken
- Sebastian 'xenn' Hoch
- Andreas 'synx-' Trapp
- Elias 's1n' Stein
- Andreas 'synx-' Trapp
- Dominik 'ZYPH' Wolf

### S.K.I.L.L Special Force 2
- Felix „Valias“ Gräbeldinger (Team-Manager)
- Petar „Gr4vity“ Roje
- David „HEXOR“ Fiegel
- Martin „marre“ Gustavsson
- Jonathan „Suzu“ Storck
- Yannik „Eraze“ Heus
- Dave „Spartapuff“ Gergen

### Rainbow Six Siege
Seit der letzten GSA Liga hat Penta kein stellvertretendes Roster.
Ehemalige Rainbow Six Siege
- Julian „ENEMY“ Blin
- Jean „RevaN“ Prudenti
- Alexandre „BlaZ“ Thomas
- Nathan „Alive“ Donday
- Medhi „Kaktus“ Marty
- Niklas „KS“ Massierer
- Lucas „Hungry“ Reich
- Ville „Sha77e“ Palola
- Thomas „Shasoudas“ Lee (Coach)
- Jessica "Jess" Bolden (Coach)
- Fabian „Fabian“ Hällsten
- Niclas „Pengu“ Mouritzen
- Joonas „jOONAS“ Savolainen
- Daniel Mazorra „Goga“ Romero
- Juhani „Kantoraketti“ Toivonen

### Hearthstone
- Dennis „D3nnIs“ H.-Schulz (Team-Manager)
- Marvin „MaynardTcoX“ Heusinger
- Lars „Ikarus“ Quilitzsch
- Robin „RobinWho“ Sachsenhausen
- Lukas „Lemongreen“ Iciren
- Philipp „Nicslay“ Hehn

### FIFA
- Dennis „D3nnIs“ H.-Schulz (Team-Manager)
- Alexander „KnuSper“ Kneußel
- Marvin „WolffHD“ Wolff

### PlayerUnknown´s Battlegrounds

#### Ehemalige Spieler
- Rene "Braexco" Rehling
- Magnus "Udyr" Hartmann
- Johannes "CRonex33" Crone
- Jens "CupofMagic" Hostermann
- Timo "Hckerjack" Raufeisen
- Christian "itzzChrizZ" Blank
- Alexander "Caint" Syukrin
- Mika "Hermanus" Herrmann
- Federico "Holls" Schneeberger
- Joel "Muzzi" Buschbell
- Ankhil "Dw0ss" Bange

Fortnite
- Nick "kCin" K